# قانون تعديل البيئات الخالية من التدخين لعام 2003
أقر برلمان نيوزيلندا مشروع قانون تعديل البيئات الخالية من التدخين Smoke-free Environments Amendment Bill في 3 ديسمبر 2003. يدعو تشريع حظر التدخين، وإلى الإدخال التدريجي لبنود مختلفة لحظر التدخين تمامًا في جميع أماكن العمل بما في ذلك المكاتب والنوادي والحانات والمطاعم والمطارات والمدارس وما إلى ذلك، في غضون عام من ذلك التاريخ.

## التاريخ التشريعي
تم تقديم مشروع القانون بشكل خاص من قبل عضوة البرلمان العمالي ستيف تشادويك، الذي قال إن الهدف هو تحسين الصحة في جميع أنحاء البلاد. كان ادعاء تشادويك الرئيسي هو أن مشروع القانون من شأنه أن ينقذ حياة حوالي 388 نيوزيلنديًا سنويًا كانوا سيموتون بسبب استنشاق الدخان السلبي. وقالت إن ذلك سيقلل من الإعاقات المصاحبة ودخول المستشفى، فضلاً عن تثبيط غير المدخنين عن التحول إلى مدخنين. كان لدى النواب تصويت ضمير بشأن هذه القضية، حيث قرروا 68-52 لصالح مشروع القانون.

## الإجبارية
تمت أول محاكمة ناجحة بموجب قانون تعديل البيئات الخالية من التدخين في ديسمبر 2005 في محكمة منطقة تيمارو. تلقى المدعى عليه، جيف مولفيهيل، غرامة قدرها 9000 $ نيوزيلندي (وتكاليف قدرها 6000 $) لفشله في تطبيق التشريع في الحانة الخاصة به.

## الإرث
بعد مرور عام على إقرار القانون، أصدرت مؤسسة الربو والجهاز التنفسي تقريرًا يوضح أنه لم يكن هناك انخفاض في عدد رواد الحانات أو عدد مرتادي الحانات. وقد حدثت زيادة في عدد غير المدخنين في الحانات والمقاهي.  ربما عانت الحانات الريفية من فقدان المحسوبية. 

## أنظر أيضا
- التبغ في نيوزيلندا

## روابط خارجية
- النص الكامل للقانون
- وزارة الصحة شرح القانون